# 叫姑魚
叫姑魚為輻鰭魚綱鱸形目鱸亞目石首魚科的其中一種，分布西北太平洋區的中國大陆及台灣海域，體長可達13.7公分，棲息在沿海海域。